# Göriach
Göriach osztrák község Salzburg tartomány Tamswegi járásában. 2019 januárjában 345 lakosa volt. 

## Elhelyezkedése

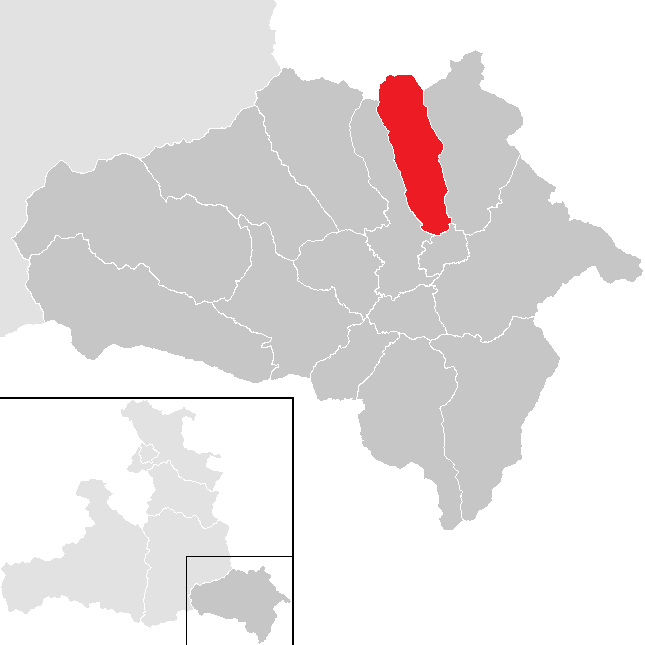
Göriach a Tamswegi járásban

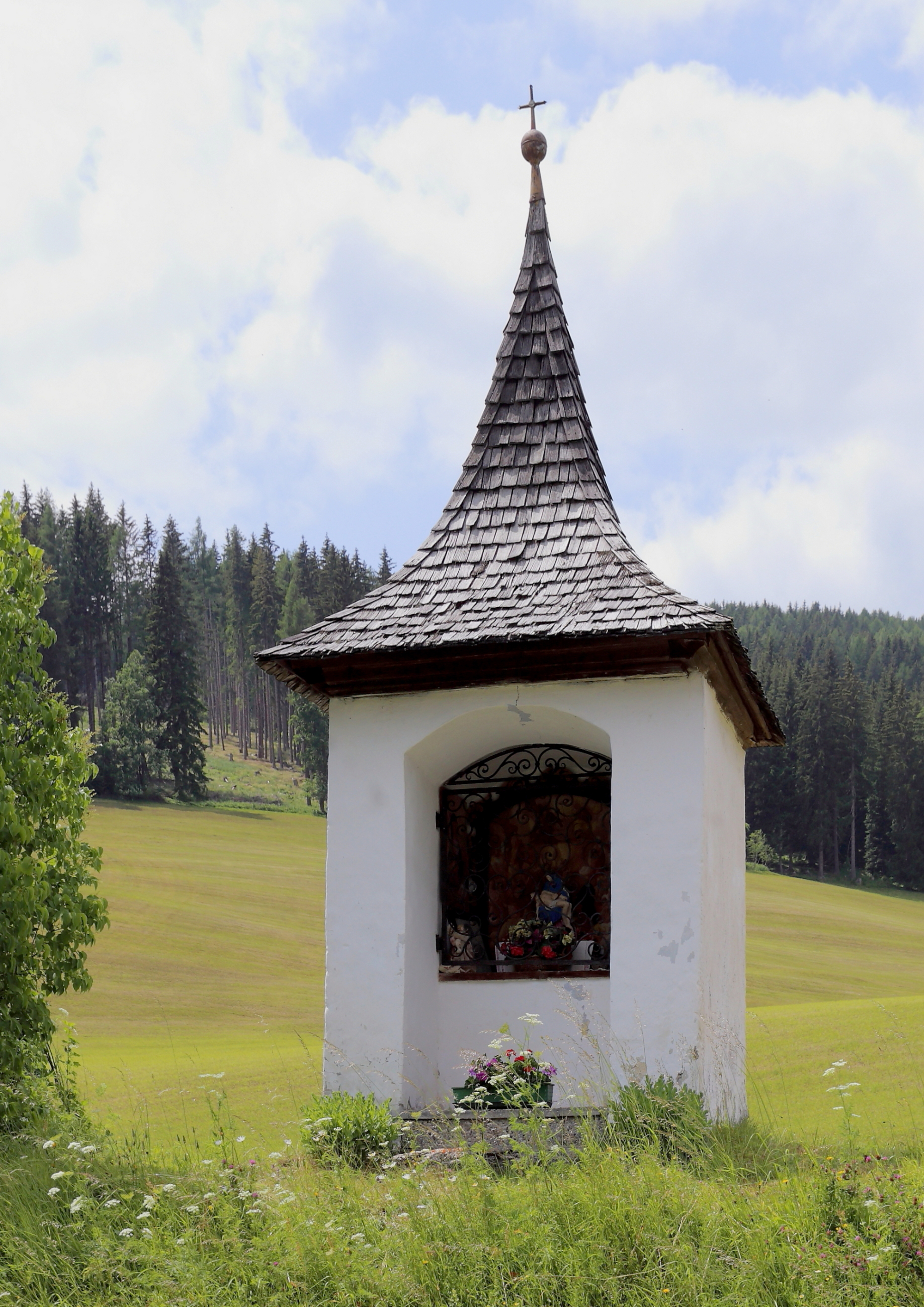
Útmenti szentkép

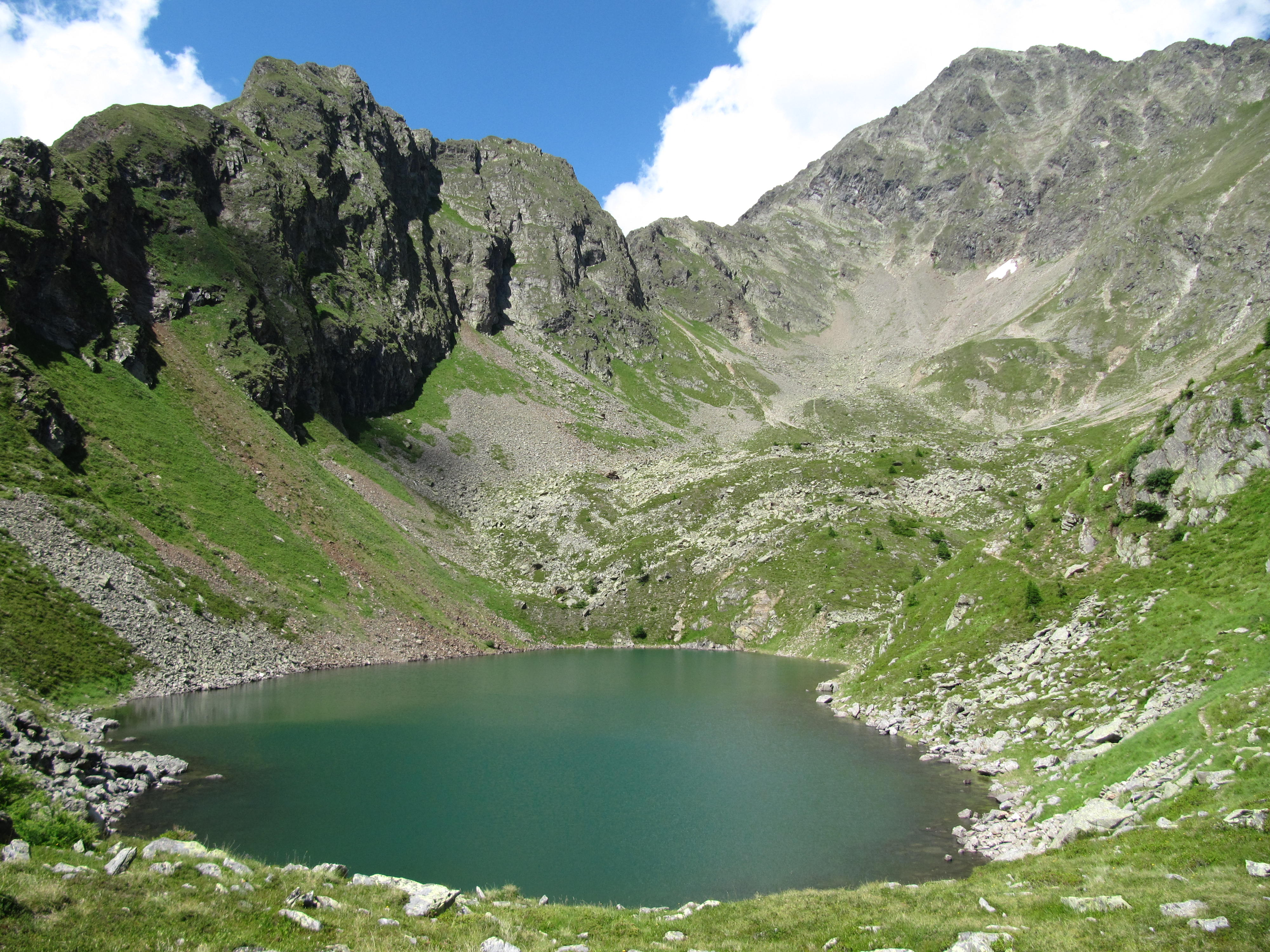
A Piendlsee

Göriach Salzburg tartomány Lungau régiójában a Schladmingi-Tauern hegységben a Göriachbach folyó mentén fekszik. Legmagasabb hegyei a Hochgolling (2862 m), a Kasereck (2740 m) és a Hocheck (2638 m). Legnagyobb állóvizei az Oberer Landawirsee, az Unterer Landawirsee és a Piendlsee. Az önkormányzat egyetlen katasztrális községből és településből áll. 
A környező önkormányzatok: keletre Lessach, délre Sankt Andrä im Lungau, délnyugatra Mariapfarr, északra Schladming (Stájerország).

## Története
Göriachot 1135-ben említik először egy oklevélben, melyben I. Konrad von Abenberg salzburgi érsek megerősíti az admonti apátság lungaui birtokait. 1200 után Göriachban helyezték el a salzburgi kanonok öt lungaui tiszttartói székhelye közül az egyiket, amely igazságszolgáltatási jogkörrel is rendelkezett. 

## Lakosság
A göriachi önkormányzat területén 2019 januárjában 345 fő élt. A lakosságszám 1869 óta 300-370 között ingadozik. 2017-ben a helybeliek 99,7%-a volt osztrák állampolgár. 2001-ben a lakosok 97,8%-a római katolikusnak, 1,3% pedig felekezeten kívülinek vallotta magát. 
A lakosság számának változása:

| 2016 | 352 |
| 2018 | 337 |

## Látnivalók
- az 1714-ben épült Piendlhof
- útmenti szentképek
- a Schladmingi-Tauern hegyei és tavai

## Testvértelepülések
- Harsum (Németország)

## Fordítás
- Ez a szócikk részben vagy egészben  a   Göriach című német Wikipédia-szócikk ezen változatának fordításán alapul.  Az eredeti cikk szerkesztőit annak laptörténete sorolja fel. Ez a jelzés csupán a megfogalmazás eredetét és a szerzői jogokat jelzi, nem szolgál a cikkben szereplő információk forrásmegjelöléseként.